# Block Breaker Deluxe
Block Breaker Deluxe è un videogioco sviluppato dalla Gameloft per telefono cellulare. È stato successivamente pubblicato anche per iPod, Windows, N-Gage e Wii. La Gameloft ha dichiarato che il videogioco ha venduto oltre otto milioni di copie. Successivamente è stato pubblicato un sequel per iOS intitolato Block Breaker Deluxe 2.